# Fidel Gurrea Olmos
Fidel Gurrea Olmos (El Cabanyal, València, 1850 - 1927) fou un militar i polític valencià, alcalde de València durant la restauració borbònica. Durant la Primera República Espanyola (1874) fou tinent de la Milícia Nacional per Poble Nou. Després va militar al Partit Liberal Fusionista, amb el que fou escollit tinent d'alcalde de l'ajuntament de Poble Nou en 1881. De 1882 a 1894 fou diputat de la Diputació de València pel districte Mar-Mercat i el 1900 regidor de l'ajuntament de València, càrrec que revalidà en 1908, 1915 i 1918. Durant aquests anys també va ser governador civil de La Laguna (Filipines) (1898), de la província de Conca (1901), de Navarra (1906) i de les províncies d'Alacant i Còrdova (1910). Fou escollit alcalde de València entre febrer de 1916 i juny de 1917, un període força agitat per la vaga general convocada pel preu abusiu del pa, però també per la Fira Mostrari de València de maig de 1917. En morir era tinent coronel del Regiment de Veterans de la Llibertat de València.